# Alfa (bogstav)
 For alternative betydninger, se Alfa. (Se også artikler, som begynder med Alfa)
Alfa (Α α) er det første bogstav i det græske alfabet.
Alpha Symboliserer bogstavet "a" i NATO's fonetiske alfabet, også kendt som ICAO-alfabetet.

## Computer
I unicode er Α U+0391 og α er U+03B1.
|   | decimal | hex     | HTML    |
| - | ------- | ------- | ------- |
| α | &#945;  | &#x3b1; | &alpha; |
| Α | &#913;  | &#x391; | &Alpha; |